# Chang i Eng Bunker
Chang i Eng Bunker (11. svibnja 1811. – 17. siječnja 1874.) bili su sijamski blizanci koji su svjetsku slavu stekli zbog svoje tjelesne deformacije. Bili su povezani s tkivom, mesom i zajedničkom jetrom. Budući da su rođeni u Sijamu (današnji Tajland) ovaj je medicinski fenomen nazvan „sijamski blizanci“.
Braća su imala relativno normalno djetinjstvo tijekom kojeg su se igrala s drugom djecom te su pomagala uzdržavati obitelj prodajući proizvode na tržnici. Sijam su napustili kao tinejdžeri u pratnji škotskog trgovca Roberta Huntera i američkog kapetana Abela Coffina s kojima su potpisali ugovor o petogodišnjoj suradnji u vidu turneje po SAD-u. Shodno tome, godine 1829. počeli su turneju po SAD-u, Kanadi, Kubi i Europi sudjelujući u takozvanim „izložbama nakaza“. Iako mi je po dolasku u SAD rečeno da ih je moguće kirurški razdvojiti, zbog njihove sumnje u sigurnost operativnog zahvata braća su odbila taj prijedlog. U 21. godini su uvidjeli da bi im se više isplatilo kada bi sami organizirali vlastite turneje. Zahvaljujući ovom potezu ostvarili su znatan profit. 
Kasnih 1830-ih odlučili su stati s turnejama te su se odselili u Sjevernu Karolinu. Ondje su 1843. oženili dvije sestre, Adelaide i Sarah Yates, s kojima su dobili 21 dijete. Braća su održavala dva odvojena kućanstva udaljena dva i pol kilometra pri čemu je svaki imao po tri dana za vrijeme sa svojom obitelji. Njihov lagodan život prekinuo je Američki građanski rat tijekom kojega su izgubili veliki dio imetka kao i robove koje su posjedovali. Zbog svega navedenog bili su prisiljeni krenuti u novu turneju po Europi 1869. godine. Tijekom te turneje Chang je počeo svakodnevno piti te je 1870. po povratku u SAD doživio moždani udar. Braća su to ipak uspjela preživjeti, no umrla su 1874. godine. Autopsija je otkrila da je Chang umro oko tri sata ranije zbog krvnog ugruška u mozgu, dok je Eng umro od posljedica šoka.